# ラバソー 〜lover soul〜
『ラバソー 〜lover soul〜』は、柴咲コウの19枚目のシングル（RUI、KOH+名義含む）。2009年9月16日発売。

## 解説
- 表題曲はドラマ『オトメン（乙男）』の主題歌となる。柴咲コウにとって初のロックナンバー。
- KONAMIから2010年1月20日にリリースされたアーケードゲーム『pop'n music18　せんごく列伝』に版権曲カテゴリの1曲として収録された。(本人歌唱ではなくKONAMIによるカバー音源)

## 収録
CD
（全作詞：柴咲コウ）
1. ラバソー 〜lover soul〜
  - 作曲：松隈ケンタ／編曲：鴇沢直
  - フジテレビ系ドラマ『オトメン（乙男）』主題歌
2. Sweet Dream
  - 作曲：AKIRASTAR／編曲：市川淳
3. Nervous
  - 作曲：市川淳／編曲：華原大輔
4. ラバソー 〜lover soul〜 “Limit of Lover mix”
  - 編曲：鈴木“Daichi”秀行

DVD（初回盤のみ）
- ラバソー ~lover soul~（Music Video）

## 収録アルバム
ラバソー 〜lover soul〜
- 『Love Paranoia』
- 『KO SHIBASAKI ALL TIME BEST 詩』

Sweet Dream
- 『Love Paranoia』

## カバー
- セントチヒロ・チッチ（BiSH）&アヤ・エイトプリンス(GANG PARADE) - 「WACK & SCRAMBLES WORKS」収録。

## 試聴（公式）
- ラバソー 〜lover soul〜 （ミュージックビデオ） - YouTube